# Tatochila autodice
Tatochila autodice is een vlindersoort uit de familie van de Pieridae (witjes), onderfamilie Pierinae.
Tatochila autodice werd in 1818 beschreven door Hübner.